# Pyysaari (ö i Lappland)
Pyysaari är en ö i Finland. Den ligger i Muonioälven och i kommunen Kolari kommun i den ekonomiska regionen  Fjäll-Lappland  och landskapet Lappland, i den norra delen av landet, 800 km norr om huvudstaden Helsingfors. Öns area är 10 hektar och dess största längd är 0,6 kilometer i sydväst-nordöstlig riktning.